# Leptostylis grandis
Leptostylis grandis är en kräftdjursart som beskrevs av Hansen 1920. Leptostylis grandis ingår i släktet Leptostylis och familjen Diastylidae.
Artens utbredningsområde är Davis sund. Inga underarter finns listade i Catalogue of Life.